# Ольсен, Карл
Карл Бернхард Ольсен (норв. Karl Bernhard Olsen, 10 июня 1873 – 6 августа 1896) – норвежский конькобежец. Участник чемпионатов мира (1895) и Европы (1894). Самое удачное его выступление на международных соревнованиях – чемпионат Европы-1894 в Хамаре (Норвегия), где он занял в общем зачёте пятое место. В 23 года Карла Ольсена не стало.

## Достижения
| турнир                            | дата                 | город | 500 м      | 1500 м        | 5000 м     | 10000 м | место |
| --------------------------------- | -------------------- | ----- | ---------- | ------------- | ---------- | ------- | ----- |
| 2-й чемпионат Европы – многоборье | 24 – 25 февраля 1894 | Хамар | 51,2 (7/q) | 2.37,2 (6/q)  | 9.14,6 (6) | –       | (5)   |
| 3-й чемпионат мира – многоборье   | 23 – 24 февраля 1895 | Хамар | 50,2 (6/q) | 2.45,4 (12/q) | –          | НФ      | Б/М   |

## Ссылка
- Сайт SkateResults.com, анг.
- Сайт Deutsche Eisschnelllauf-Gemeinschaft, нем. Архивная копия от 4 марта 2016 на Wayback Machine